# 프로토클레시드롭스
프로토클레시드롭스(학명:Protoclepsydrops haplous)는 도마뱀목 바라놉스과에 속하는 도마뱀이다. 지금은 멸종된 종으로서 전체적인 몸길이가 2~3m인 거대한 도마뱀에 속한다.

## 특징
프로토클레시드롭스는 캐나다 노바스코샤주 조긴스에서 발견된 초기 시냅스과의 멸종된 속이다. 이름은 '최초의 클렙시드롭스'를 의미하며 다른 초기 시냅시드 클렙시드롭스의 전신임을 나타낸다. 시조류처럼 프로토클레시드롭은 겉모습이 현대의 도마뱀과 비슷했었다. 하지만 원생동물들은 그들의 암니오테 조상들의 전형적인 작은 신경작용을 가진 원시적인 척추뼈를 가지고 있었다. 프로토클레시드롭스는 몇 개의 척추와 상완골에서 알려져 있다. 골격 유적으로 보아 용각류보다는 시냅시드와 더 가까운 관계였음을 알 수 있으며 이는 줄기-모조류일 가능성이 있다. 이러한 경우에는 알려진 가장 오래된 단궁류이지만 잔량이 너무 단편적이어서 상태는 확인되지 않는다. 프로토클레시드롭스는 시조시리스보다 조금 더 일찍 살았다. 프로토클레시드롭스는 바라놉스과에 속하는 도마뱀의 공통된 특징을 공유하는 점으로 앞다리와 뒷다리가 매우 크고 튼튼하게 발달해 있으며 이는 육지에서 빠른 달리기를 가능하게 하여 먹잇감을 사냥할 때에 특히 유용하게 사용됐을 것으로 보인다. 양턱에는 총 15~25개의 톱니 모양의 뾰족하고 날카로운 이빨이 있다. 먹이로는 당대에 서식했던 곤충, 절지동물, 무척추동물과 같은 육식성의 먹이를 주로 섭이했을 육식성의 도마뱀으로 추정되는 종이다.

## 생존시기와 서식자와 화석의 발견
프로토클레시드롭스가 생존했었던 시기는 고생대의 석탄기로서 지금으로부터 3억 5920만년전~2억 9900만년전에 생존했었던 종이다. 생존했었던 시기에는 북아메리카를 중심으로 하여 당시에 존재했었던 초원, 산림 등에서 주로 서식했었던 종이다. 화석의 발견은 1964년에 캐나다 노바스코샤주의 석탄기 형성된 지층에서 캐나다의 고생물학자인 로버트 L. 캐롤에 의하여 처음으로 화석이 발견되어 새롭게 명명된 종이다.

## 같이 보기
- 포유류의 진화